# Simson S51
A Simson S51-es modell egy két személy szállítására is alkalmas, megbízható és strapabíró kismotorkerékpár. 1980-ban jelent meg, az S50-es sorozatot váltotta le. 1980-tól 1991-ig gyártották a volt NDK egyik egykori körzeti székvárosában, Suhlban. A sorozatból kb. 1 300 000 db készült összesen. Legnagyobb számban az "S51B 1-4" típusú példány, ebből 360 600 db gördült le a gyártósorról 1980 és 1989 között. (Néhány típus neve mellett zárójelben az ismertebb neve vagy az oldalmatricán szereplő felirat szerepel, a könnyebb felismerhetőség érdekében.)
A sorozat tagjai legkönnyebben a motorblokk (M531 vagy M541 típusú) alapján különíthetőek el elődjétől, az S50 típustól (szögletesebb forma, generátor fedélen nagy Simson felirat, kuplungfedélen szerepel a választható sebességfokozatok száma, valamint a hengerfej bordázata párhuzamos), ám ezenkívül másféle kezelőszervekkel szerelték (kombinált kapcsoló), valamint a fényszóróház műanyagból készült, laposabb formát öltött. Ezeken kívül a további részleteiben megegyezik az S50-es modellel.

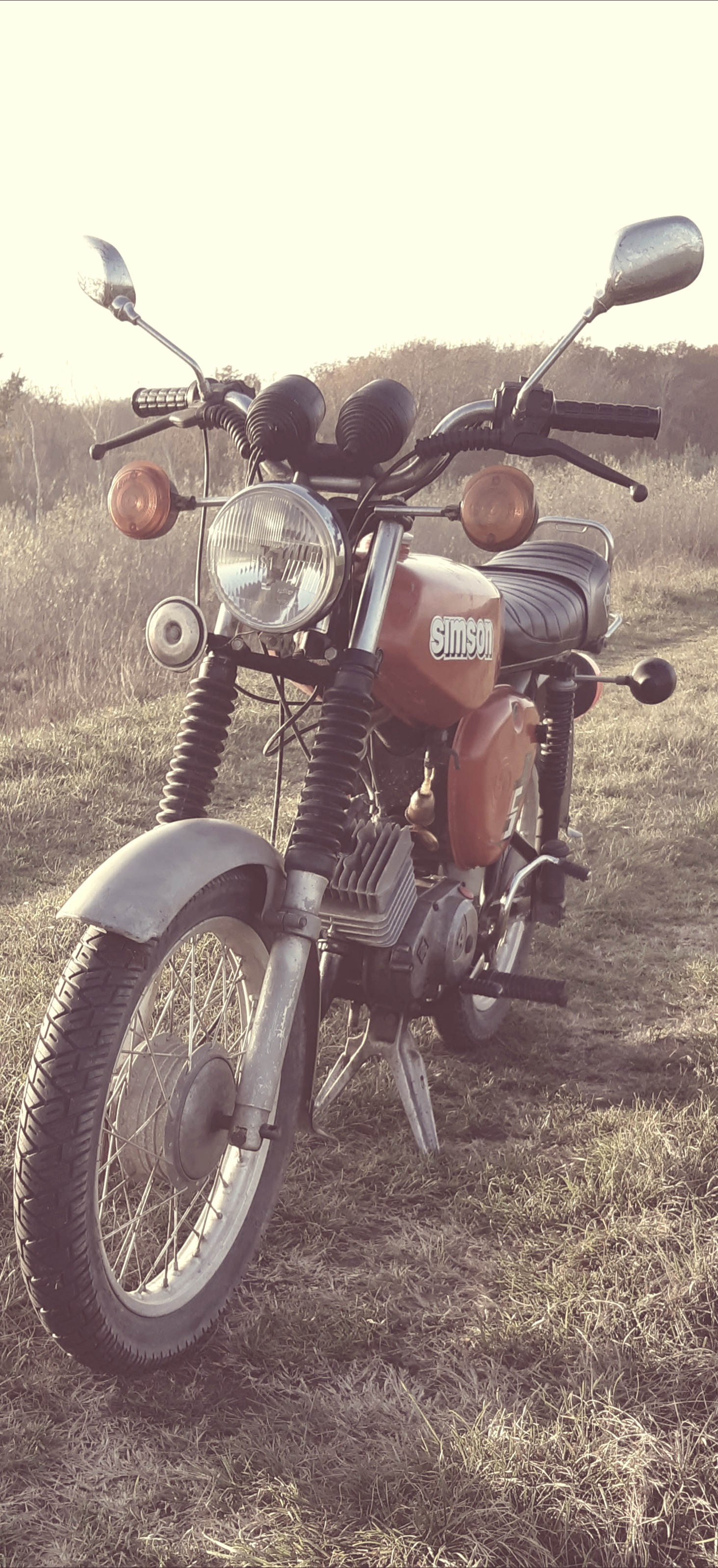

## Típusok
Az S51 sorozatnak több típusát gyártották, melyek teljesítménye közel azonos, különbségek csupán a felszereltségben mutatkoznak.
S51N: A típus nevében szereplő "N" betű jelentése egyesek szerint "Normal", mások szerint a "Nicht" (semmi) ill. "Neutral" (semleges). 
Egy másik forrás szerint, a Simsonok (amelyek N-es típussal jöttek ki), nem volt index, és csak gyári, kék festés volt. A jármű felszereltsége csekély, nem volt rajta irányjelző, hátsó lábtartó, az ülésen kapaszkodó, csomagtartó, km óra valamint a kombinált kapcsoló és a gyújtáskapcsoló is hiányzott róla. A hátsó teleszkóp műanyag borítást kapott. Akkumulátor sem volt gyári tartozék. A duda helyett "IFA" feliratú csengő volt rajta, jellemzője az egyszerűsített elektromos rendszer (csak a szükséges elektromosságot kapta). Leginkább ezüstszürkére fújt acélfelnit kapott, majd 1985-től már alufelnivel is szerelték. Ennek a típusnak – teljesítményben 2,45 le-re fojtott – kizárólag 3 sebességes motorblokkja (M531 KF) volt. A 40 km/h-s végsebességre való fojtást több módon érték el. A henger kipufogócsatornájának méretét csökkentették, a porlasztónál egy műanyag karikával akadályozták a súber teljes útján való mozgását, a kipufogókönyök hosszát megnövelték és a kipufogódobból eltávolították a konfúzor részt, helyette sima lemezt kapott nyolcas furattal. Az N típus könnyen felismerhető jellemző kék színéről (viccesen: "bilikék") és az irányjelzők hiányáról. 1987-ig készültek ezek a modellek, 16N1-11-es, majd 1986-tól 16N3-12-es porlasztóval és 6 V-os elektromos rendszerrel. A típust 1987-ig K-30-as gumikkal szerelték. 
S51B 1-3: A típus nevében szereplő "B" a "Blinker" (irányjelző) szó rövidítése. A típusban szereplő 1-es szám a megszakítós gyújtásra utal. Ami ezen a modellen található, az alapfelszereltségnek tekinthető, mert az S51N-en és az S51E/4-en kívül az összes későbbi típus tartalmazza. Tehát ezen modellen található irányjelző, hátsó lábtartó (nem mindegyik magyarországi példányon), ülésen kapaszkodó, csomagtartó, krómozott hüvelyű hátsó teleszkópot, kombinált- és gyújtáskapcsoló, akkumulátor, elektromos kürt, helyzetjelző. Előre 6 V 25/25 W-os izzó tettek. A régebbi nagyobb felszereltségű Simsonokról ismert 16 collos alumínium felniket kapta. A típust csak és kizárólag 3 sebességes (M531 KF) blokkal árulták. Jellemző színek: piros, világos- és sötétzöld, okkersárga, majd 1987-ben (az N típus gyártásának befejezésekor) kevés számban "bilikék" színben is kapható volt. 1988-ig gyártották a típust ebben a formában, 1985-ig BVF 16N1-11-es típusú porlasztóval, majd a szigorodó környezetvédelmi normák miatt 1986 januárjától a korszerűbb BVF 16N3-4-es porlasztóval szerelték fel. A típust 1987 első feléig fém mutatós 100-as kilométerórával, ezt követően műanyag mutatóssal szerelték. A típust 1987-ig K-30-as, majd 1988-ban K36/1-es  gumikkal szerelték. 
S51B 1-4: Megegyezik az előző típussal, egyedüli különbség a 4 sebességes motorblokk.
S51B 2-4: (S51 Electronic): A típus ismertebb neve: S51 Electronic, amely az első csúcsfelszereltségű típus volt. A típusban szereplő 2-es szám a tirisztoros gyújtásra utal. Eltérés a korábbi típusokhoz képest: erősebb fényszóró (6 V 35/35 W), 1983-tól első teleszkóp gumit, feketére fényezett hátsó teleszkópot, valamint megszakító nélküli, tirisztoros gyújtása volt, amely nem igényelt karbantartást. Jellemző színe 1985-ig a sötét (méreg)zöld szín, majd 1986-tól a többi színben is kapható volt. 1983-ban megkapta a vastagabban párnázott bordázott enduro típus ülését, 1986-ban lecserélték a normál hajlított berúgókart a kihajtható enduro berúgókarra.  A típust 4 sebességes blokkal (M541/1KF) szerelték. 1985-ig BVF 16N1-11-jelű porlasztóval, majd a szigorodó környezetvédelmi normák miatt 1986 januárjától a korszerűbb BVF 16N3-4-es porlasztóval szerelték fel. A típust 1987 első feléig fém mutatós 100-as kilométerórával, ezt követően műanyag mutatóssal szerelték. A modell 1987-ig K-30-as, majd 1988-tól K36/1-es  gumikkal szerelték.

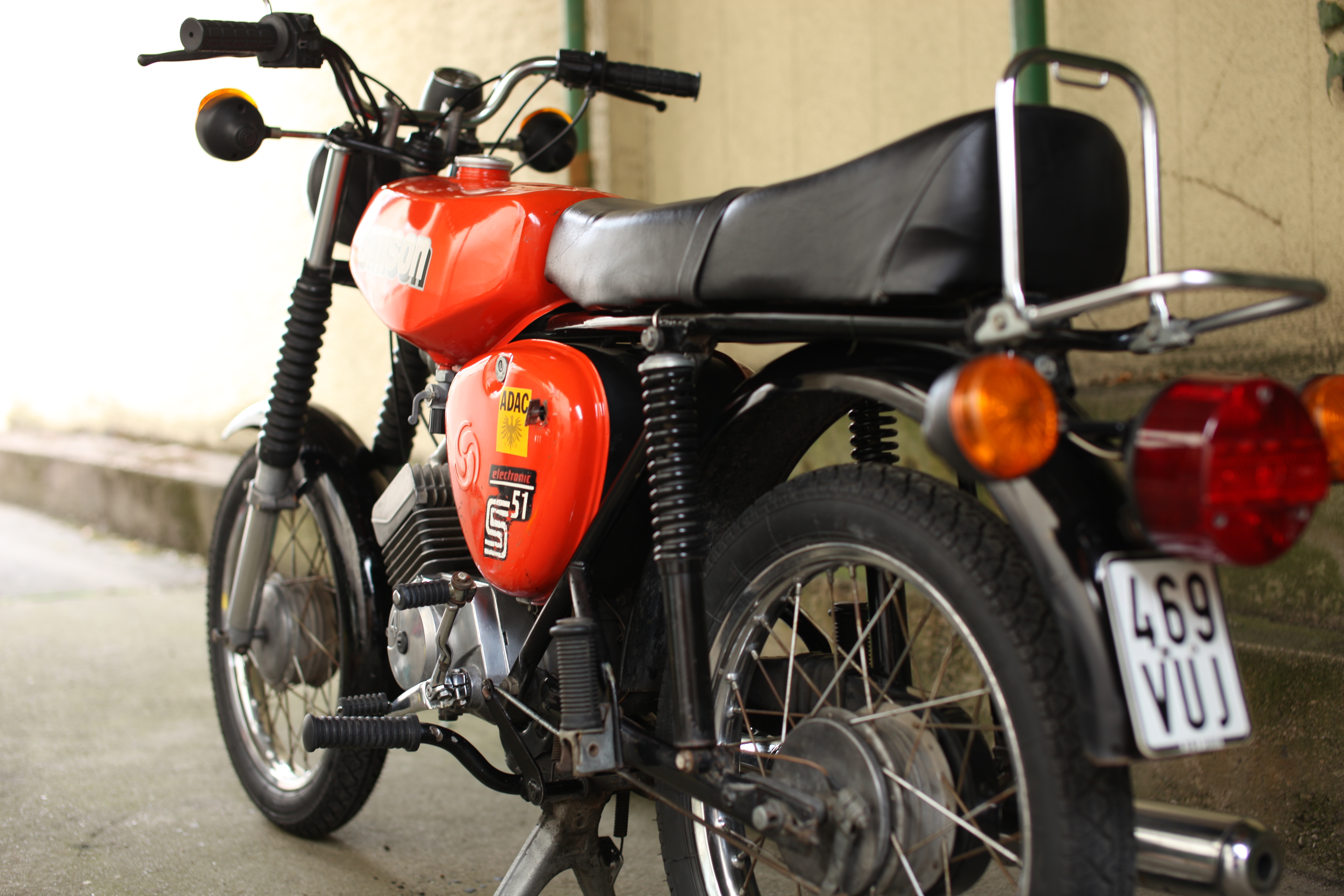
Simson S51 B2-4/1

S51E (S51 Enduro): A típus nevében szereplő "E" az "Enduro" (endurance = kitartás) rövidítése. 1981 telén mutatták be az új modellt. Főbb eltérés a többi típushoz képest a megjelenésében nyilvánul meg: emelt kipufogó található rajta (a hátsó teleszkóp miatt horpasztott a kipufogó dob valamint a dob miatt a légszűrő fedél szintén horpasztott), védőráccsal, az első lábtartó vas jobb oldala szélesebb a kényelmes elhelyezkedés végett. A jobb oldali hátsó lábtartó vas szélesebb a fenn vezetett kipufogó dob miatt. Kettő fokozatban állítható krómozott hátsó rugóstagokat kapott kevesebb menetszámú rugóval, amely az MZ-hez hasonló. Az enduro gyári felszereltséghez hozzátartozott a terepmintás Pneumant K32 gumiabroncs. A lábfék karja sem görbített a fenn vezetett kipufogó miatt, stílusosabb behajtható berúgókart kapott valamint a kormány is magasabb lett, valamint gondozásmentes tirisztoros gyújtást kapott. A többi típushoz képest az üléshuzat mintája is eltérő,  divatos, a csúszás meggátlására szolgáló bordázott felületet kapott. A nagyobb igénybevétel miatt a motorblokk felett két vázmerevítőt kapott. Jellemző még a polírozott generátor fedél valamint a szintén finoman polírozott első teleszkóp alsó szár. Az electroniccal ellentétben a típus már a gyártásának megkezdésekor megkapta az első teleszkóp gumit. Többi típushoz képest még eltérő a hátsó krómozott csomagtartó függőleges eleme, valamint a hátsó sárvédő, amely a többi típushoz képest 5 cm-rel rövidebb. Jellemző színe kezdetben az elegáns ezüstszürke (AL Silbermetaleffekt), majd 1986-tól további színváltozatokban is készültek, mint piros, világos-, sötétzöld, okkersárga. Az ezüst szín 1988-ban tűnik el a kínálatból. A blokkja 4 sebességes (M541/4 KF), 1988-ig 6 V-os világítással, majd 1989. januárjától 12 V-ossal. Az enduro típus megjelenésének évét követően kapott valamennyi típus nagy, áztatós tankmatricát, új, nagyobb három csavaros hátsólámpát, valamint fokozatosan elhagyták az első sárvédőív merevítéseit. 1985-ig BVF 16N1-11-jelű porlasztóval, majd a szigorodó környezetvédelmi normák miatt 1986 januárjától a korszerűbb BVF 16N3-4-es porlasztóval szerelték fel. A típust 1987 első feléig fém mutatós 100-as kilométerórával, ezt követően műanyag mutatóssal szerelték.  

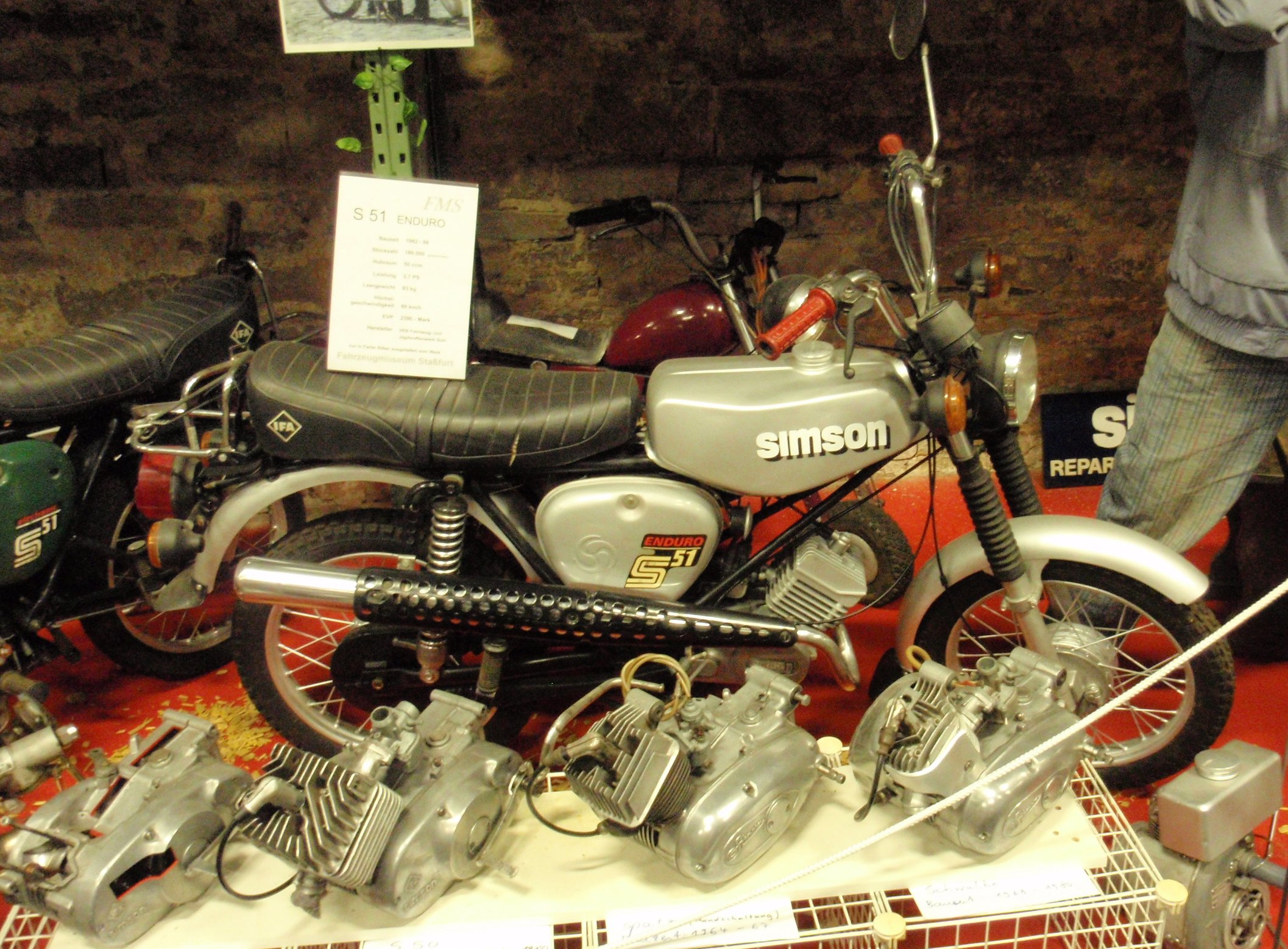
Simson S51E, német belpiacos enduro.

S51E/4 (S51 Enduro): A típus hazánkban nem kapható, csupán a német piacra gyártották 1984 és 1988 között. Története rövid: mivel az igényeket enduro kismotorok terén nem tudta kielégíteni a gyár, ezért egy egyszerűbb, olcsóbb típus gyártásába fogott, amely az N típushoz hasonlóan egyszerűsített elektromos rendszert (nem kapott gyújtáskapcsolót, indexeket valamint kombinált kormánykapcsolót) kapott. Az "E/4"-es típus az "Enduro"-ból származó magas kipufogót, kormányt, hátsó rugóstagot, vázmerevítést, kihajtható berúgókart, lábfék kart, az "Enduro" üléshuzatát és gumiköpenyeit (K32 Pneumant) viselte, valamint egy 4 sebességes (M541/2KF) motorblokkot kapott. A típus csak és kizárólag 6 V-os megszakítós rendszerrel került forgalomba. 
S51C (S51 Comfort): Az év meglepetése volt az új csúcsmodell bemutatása, az S 51 C, azaz a Simson Comfort, amit főleg exportra szántak. Ezt a modellt minden földi jóval ellátták, amit a Simson-gyár akkoriban csak fölmutatni tudott. Négy sebességes, fekete színre fújt blokkja (generátorfedél, kuplungdekli, henger és hengerfej) a korszerű, megszakító nélküli tirisztoros gyújtást kapta, a fényszóró a legnagyobb teljesítményű volt, természetesen akkumulátorral, irányjelzővel, gyújtáskapcsolóval szerelték. Az E és a B-2 modellekhez hasonlóan megkapta a teleszkópvédő gumiharmonikát, a steppelt üléshuzatot, a kétfokozatú, 90 mm-t rugózó hátsó teleszkópot, és a behajtható berugókart is. Új, eddig nem létező extra felszereléseket is kapott. Új profilú, K35 jelű gumiabroncsok, visszapillantó tükör a jobb oldalra is, a típusok közül először ez a modell büszkélkedhetett első féklámpa-kapcsolóval, oldalkitámasztóval, és csak erre a modellre szereltek fordulatszám-mérőt, valamint a két műszeren elhelyezkedő, az indexeket és a reflektort visszajelző kontrollámpákat. A két sárvédőt a tank és az oldaldeknik színére fényezték. A tervekben a meggypiros szín szerepelt, de ezt különböző technikai okok miatt nem tudták megvalósítani. Az S 51 C valamennyi darabja végül "atlaszfehér" színt kapott. Sajnos Magyarországra hivatalosan nem került egy példány sem. Valójában igen kevés példány készült belőle a többi típushoz képest (31 000 db). 1989-ig gyártották.
| Összehasonlítás                                                  | S51N                                         | S51B 1-3                         | S51B 1-4                         | S51B 2-4                                        | S51 E (enduro)                                          | S51C (comfort)                             |
| ---------------------------------------------------------------- | -------------------------------------------- | -------------------------------- | -------------------------------- | ----------------------------------------------- | ------------------------------------------------------- | ------------------------------------------ |
| Gyártása                                                         | 1980–1989                                    | 1980–1989                        | 1980–1989                        | 1980–1989                                       | 1981–1990                                               | 1983–1990                                  |
| Adattáblán a jelölése (csak az N és az E rendelkezett beütéssel) | S51N                                         | S51                              | S51                              | S51                                             | S51 (E beütés export modell esetén tehát magyar is)     | S51                                        |
| Gyújtás                                                          | Megszakítós gyújtás                          | Megszakítós gyújtás              | Megszakítós gyújtás              | Tirisztoros (elektronikus) gyújtás              | Tirisztoros (elektronikus) gyújtás                      | Tirisztoros (elektronikus) gyújtás         |
| Elektromos rendszer feszültsége                                  | 6v                                           | 6v                               | 6v                               | 6v                                              | 6v                                                      | 6v (1989 végén 12v)                        |
| Alapszín                                                         | - Kék (Egyéb színek: Ritkán előfordulhatott) | - Kék - Piros - Sárga - Zöld     | - Kék - Piros - Sárga - Zöld     | - Méregzöld (Billardgrün) - Kék - Piros - Sárga | - piros - zöld - sárga - (1981–1988 között: Ezüstmetál) | - Atlaszfehér - Zöld - Piros               |
| Sárvédő színe                                                    | Ezüst                                        | Ezüst                            | Ezüst                            | Ezüst                                           | Ezüst                                                   | A tank és az oldaldeknik színére fényezett |
| Dekni formája                                                    | Sima (normál) lekerekített                   | Sima (normál) lekerekített       | Sima (normál) lekerekített       | Sima (normál) lekerekített                      | Horpasztott lekerekített                                | Sima (normál) lekerekített                 |
| Szögletes dekni (export modellen)                                | Nem                                          | Nem                              | Nem                              | Nem                                             | Igen (leginkább S70E)                                   | Igen (leginkább s70C)                      |
| Sárfogó                                                          | lengő gumilap                                | lengő gumilap                    | lengő gumilap                    | lengő gumilap                                   | kacsafarok                                              | kacsafarok                                 |
| Hátsó sárvédő hossza                                             | Normál                                       | Normál                           | Normál                           | Normál                                          | Rövid                                                   | Rövid                                      |
| Motorblokk színe                                                 | Natur színű                                  | Natur színű                      | Natur színű                      | Natur színű                                     | Natur színű                                             | Fekete színű                               |
| Sebességfokozatok száma                                          | 3                                            | 3                                | 4                                | 4                                               | 4                                                       | 4                                          |
| Fényszóró teljesítménye (W)                                      | 25                                           | 25                               | 25                               | 35                                              | 35                                                      | 35                                         |
| Gyújtáskapcsoló                                                  | Nem                                          | Igen                             | Igen                             | Igen                                            | Igen                                                    | Igen                                       |
| Helyzetjelző izzó                                                | Nem                                          | Igen                             | Igen                             | Igen                                            | Igen                                                    | Igen                                       |
| Akkumulátor                                                      | Nem                                          | Igen                             | Igen                             | Igen                                            | Igen                                                    | Igen                                       |
| Irányjelző                                                       | Nem                                          | Igen                             | Igen                             | Igen                                            | Igen                                                    | Igen                                       |
| Villamos kürt                                                    | Nem (biciklicsengő)                          | Igen                             | Igen                             | Igen                                            | Igen                                                    | Igen                                       |
| Gumiabroncsok típusa                                             | K30                                          | K30                              | K30                              | K30                                             | K32 (terep gumi)                                        | K35                                        |
| Felni átmérője                                                   | 16 col                                       | 16 col                           | 16 col                           | 16 col                                          | 16 col                                                  | 16 col                                     |
| Felni szélessége                                                 | 1.5                                          | 1.5                              | 1.5                              | 1.5                                             | 1.5                                                     | 1.5                                        |
| Első féklámpa visszajelző                                        | Nem                                          | Nem                              | Nem                              | Nem                                             | Nem                                                     | Igen                                       |
| Hátsó féklámpa visszajelző                                       | Nem                                          | Igen                             | Igen                             | Igen                                            | Igen                                                    | Igen                                       |
| Sebességmérő                                                     | Nem (magyar modellen)                        | Igen                             | Igen                             | Igen                                            | Igen                                                    | Igen                                       |
| Fordulatszámérő                                                  | Nem                                          | Nem                              | Nem                              | Nem                                             | Nem                                                     | Igen                                       |
| Távolsági fényszóró visszajelző                                  | Nem                                          | Igen                             | Igen                             | Igen                                            | Igen                                                    | Igen                                       |
| Index visszajelző (fordulatszámérőben)                           | Nem                                          | Nem                              | Nem                              | Nem                                             | Nem                                                     | Igen                                       |
| Hátsó lábtartó                                                   | Nem                                          | Igen                             | Igen                             | Igen                                            | Igen                                                    | Igen                                       |
| Visszapillantó tükör                                             | Nem                                          | Igen (bal)                       | Igen (bal)                       | Igen (bal)                                      | Igen (bal)                                              | Igen (mindkét oldalon)                     |
| Berugókar                                                        | Merev                                        | Merev                            | Merev                            | Merev                                           | Behajtható                                              | Behajtható                                 |
| Első teleszkóp porvédő                                           | Nem                                          | Anyaghiány miatt nem mindig      | Anyaghiány miatt nem mindig      | Anyaghiány miatt nem mindig                     | Igen                                                    | Igen                                       |
| Hátsó teleszkóp                                                  | Normál                                       | Normál                           | Normál                           | Normál                                          | Állítható                                               | Állítható                                  |
| Üléshuzat                                                        | Sima                                         | Sima                             | Sima                             | Steppelt (1983-tól)                             | Steppelt                                                | Steppelt                                   |
| Vázmerevítés                                                     | Nem                                          | Nem                              | Nem                              | Nem                                             | Igen                                                    | Nem (csak S70C esetében)                   |
| Oldalsztender                                                    | Nem                                          | Nem                              | Nem                              | Nem                                             | Nem                                                     | Igen                                       |
| Csomagtartó                                                      | Nem                                          | Nagy krómozott hátsó csomagtartó | Nagy krómozott hátsó csomagtartó | Nagy krómozott hátsó csomagtartó                | Kis krómozott hátsó csomagtartó                         | Nagy krómozott hátsó csomagtartó           |
| Kormány                                                          | Sima (standard)                              | Sima (standard)                  | Sima (standard)                  | Sima (standard)                                 | Magas (Enduro) kormány                                  | Sima (standard)                            |
| Kipufogó elhelyezése                                             | Alacsonyan vezetett kipufogó                 | Alacsonyan vezetett kipufogó     | Alacsonyan vezetett kipufogó     | Alacsonyan vezetett kipufogó                    | Magasra emelt kipufogó                                  | Alacsonyan vezetett kipufogó               |

S51/1B-H (S51 12 Volt): 1989-ben a gyárban áttérnek a 12 V-os elektromos rendszerre, valamint innentől kezdve kizárólag 4 sebességes blokkokkal szerelik az S51 széria összes tagját. Ez a típus lesz az alapfelszereltségű típus 1989 után, amely a régebbi "B" típus összes extrájával rendelkezik, és a régebbi "B" típus helyét veszi át. Főbb eltérések: a gyújtáskapcsoló alá szerelt hagyományos diódás 6 V-os feszültségszabályzót és a tank alá szerelt 6V-os indexautomatát egy "ELBA" (Elektromos töltő- és villogóberendezés) nevezetű 12 V-os elektronikus egység helyettesíti, a kürt a jobb első teleszkópra került, és a féklámpakapcsolót megváltoztatják (a hátsó középre kerül, amelynek kapcsolóját most már a lábfékkar működteti közvetlenül, valamint bevezetik az első kapcsolót is). A matrica 1989 végétől már nem áztatós, hanem hagyományos ragasztós. A megszakítós gyújtást meghagyták. A modell a már jól ismert BVF 16N3-4 jelű porlasztót kapta (az S51/1B-H40 a BVF 16N3-12 jelűt). Jellemző színek: piros, világos, sötétzöld és 1990-től a törtfehér vagy piszkosfehér, amely az okker színt váltotta le.
1989-ben eltérő mintázatú, "S51 12 Volt" feliratú oldalmatricát kap egységesen az összes Simson típus, valamint fekete fényezésű sárvédőkkel is készül a gyártás utolsó évében. 1989-ben érkeznek hazánkba az S51/1B-H típusok hazánkba, majd 1990-től csak és kizárólag a 2,45 le-re fojtott változat, az S51/1B-H40 változat érkezik hozzánk.
S51/1C1-H (S51 12 Volt): Hasonló a "/B2-4" típushoz, kivéve az elektromos rendszert: 12V 35/35 W-os halogén HS1 fényszóróval szerelték, amihez módosították a műanyag lámpaházat, valamint a kisebb méretű elektromos kürt az első teleszkóp jobb első szárának rögzítéséhez került. A tirisztoros gyújtást érintetlenül hagyták. Mezei nevén elektronik, nem keverendő a Comfort-tal a "C" betű miatt . Kizárólag fojtatlan 4 sebességes motorblokkal (M542/4KF) árusították. Jellemző színe a piros, sötétzöld, világoszöld, az okkersárga színt leváltotta az törtfehér/piszkosfehér. Ezüstmetál színt eredetileg nem kapott a típus. A vizes matricákat 1989 év végén normál matricákra cserélték, az oldaldekliken szimplán a 12V felirat állt. Az S51/1C1 típust csak és kizárólag BVF16N3-4-es karburátorral szerelték. 100-as, műanyag mutatós km órát kapott, a kipufogó vége már számozott. A modellt csak K36/1-es gumival szerelték. Ezt a típust Magyarországon is forgalmazták, de kevesebb extrával, mint "névrokonát" (a "Comfort"-ot). 
S51/1E-H (S51 12 Volt): A "/1B" újdonságait tartalmazó "Enduro" modell. Gyújtása megegyezik a "/1C"-ével: 12 V-os elektromos rendszer, tirisztoros gyújtás, valamint a /1C"-ről is megismert halogén HS1-es 12V 35/35W-os izzó gondoskodik a világításról. Jellemző színek: "piszkosfehér", piros, ritkábban világos és sötétzöld. Az ezüst szín még 1988-ban eltűnik a kínálatból.
Ezek voltak az ismertebb típusok. A -H jelzés a Magyarországra szánt típusokat jelzik. Ezek, ha sosem voltak rendszámosak, akkor előfordulhat, hogy a fojtott teljesítményű (S51N-ről ismert) hengerrel kerültek forgalomba kismotorként (CM50ccm beütés az adattáblán vagy mellette a váznyakon). 
A típusok leírása a legtöbb mai Simson kismotorra már csak részben vonatkozik, mivel az alkatrészek csereszabatossága és a könnyű szerelhetőségük miatt szinte alig maradtak gyári állapotú, érintetlen típushű példányok (az N-es típusra fokozottan igaz, melyeket csekély felszereltségük miatt leginkább szoktak bővíteni). 